# كرة الوحش (فلم)
كرة الوحش (بالإنجليزية: Monster's Ball) هو فيلم رومانسي تم إنتاجه في الولايات المتحدة وصدر في سنة 2001. الفيلم من إخراج مارك فورستر، حصلت هالي بيري على جائزة الأوسكار عن دورها في الفيلم.

## بطولة
- بيلي بوب ثورنتون
- هالي بيري
- هيث ليدجر
- شون كومز

### ترشيحات وجوائز
| السنة | الحدث | الفئة             | النتيجة  |
| ----- | ----- | ----------------- | -------- |
|       |       | أوسكار أحسن ممثلة | فـــــوز |

## الميزانية والإيرادات
بلغت تكلفة إنتاج الفيلم حوالي 4 ملايين دولار بينما حقق أرباحا تقدر بـ 44,909,486 دولار.

## وصلات خارجية
- مقالات تستعمل روابط فنية بلا صلة مع ويكي بيانات

1. ↑  "معلومات عن كرة الوحش (فيلم) على موقع omdb.org". omdb.org. مؤرشف من الأصل في 2015-06-18.
2. ↑  "معلومات عن كرة الوحش (فيلم) على موقع britannica.com". britannica.com. مؤرشف من الأصل في 2016-06-05.
3. ↑  "معلومات عن كرة الوحش (فيلم) على موقع lumiere.obs.coe.int". lumiere.obs.coe.int. مؤرشف من الأصل في 2019-05-25.